# 卡米爾薩法德夏普爾足球會
卡米爾薩法德夏普爾足球會(Hapoel F.C. Karmiel Safed (希伯來語：הפועל מועדון ספורט כרמיאל צפת)是一支位於以色列卡梅爾的職業足球會，目前於以色列足球乙級聯賽北組角逐。

## 外部連結
- Hapoel F.C. Karmiel Safed （页面存档备份，存于） Israel Football Association （希伯来文）